# Красногори (Шабалінський район)
Красного́ри (рос. Красногоры) — присілок у складі Шабалінського району Кіровської області, Росія. Входить до складу Новотроїцького сільського поселення.
Населення становить 17 осіб (2010, 21 у 2002).
Національний склад станом на 2002 рік — росіяни 100 %.